# Le Groom de Sniper Alley
Le Groom de Sniper Alley est la cent vingt-cinquième histoire de la série Spirou et Fantasio.

## Univers

### Synopsis
En Aswana, pays africain pris dans une guerre civile, le dictateur Aljâfa est tué dans un bombardement. La guerre est finie ; un « conflit sans victimes », une guerre « propre », voire la « première guerre écologique du siècle », selon les éditorialistes occidentaux...
Don Contralto Cortizone, un mafioso (soi-disant injustement) incarcéré dans une prison américaine et dès lors féru d'archéologie, y voit dans la fin de cette guerre l'occasion de récupérer le trésor de la bibliothèque d'Alexandrie qu'il pense avoir localisé en Aswana. Pour ce faire, il charge son petit-neveu Vito Cortizone de le retrouver à sa place. Ce dernier, ne disposant pas d'aventuriers parmi ses hommes de main, convainc ses « amis » Spirou et Fantasio d'y aller à sa place.
Nos amis doivent donc d'abord se rendre à Bensama, la capitale du pays, où ils sont accueillis par le corps expéditionnaire franco-belge engagé aux côtés de l'armée américaine. Le pays étant encore fermé aux étrangers, Spirou est officiellement présent pour remonter le moral des troupes ; il doit donc, à contrecœur, revêtir son célèbre costume de groom. Mais, lors de la traversée de Bensama, le convoi militaire saute sur une mine terrestre ; Spirou, éjecté de son Humvee, doit pour rejoindre un abri traverser la rue principale de la ville, sous le feu des snipers à l'origine du surnom de cette artère urbaine : Sniper Alley ! Pour s'en sortir, Spirou pourra compter sur un ange gardien en la personne d'un ancien ennemi : Poppy Bronco...

### Personnages

#### Personnages principaux
- Spirou ;
- Fantasio ;
- Spip ;
- Pacôme de Champignac.

#### Personnages récurrents
- Vito Cortizone  (parrain de la mafia vu dans Spirou à New York, Vito la Déveine, Le Rayon noir et Luna fatale) ;
- Pr Martin (archéologue vu dans Les Géants pétrifiés) ;
- Le Biologiste (Le Voyageur du Mésozoïque, La Peur au bout du fil, La Voix sans maître, Les Marais du temps) ;
- Pr Schwartz et Black (Le Dictateur et le Champignon, Le Voyageur du Mésozoïque) ;
- Poppy Bronco  (La Face cachée du Z).

#### Nouveaux personnages
- Aljâfa, feu dictateur de l'Aswana ;
- Don Contralto (grand-oncle de Vito Cortizone) ;
- Les snipers.